# Faith (альбом Джорджа Майкла)
Faith — дебютный сольный студийный альбом британского музыканта Джорджа Майкла, был выпущен в октябре 1987 года. Диск признаётся одним из величайших в истории поп-музыки, и выиграл несколько наград, включая премию «Грэмми» за лучший альбом года. Альбом мгновенно стал успешным в США, в дебютную неделю был продан более чем миллионный тираж — это наибольшее число дисков в неделю, проданных когда-либо британским поп-исполнителем. На сегодняшний день в мире продано более 25 миллионов пластинок. С альбома было выпущено шесть синглов, что в значительной степени помогло ему доминировать в чартах в 1988 году.

## История
После распада группы «Wham!» Дж. Майкл посвятил большую часть 1987 года написанию и записи песен для своего переломного проекта. Помимо участия в записи большинства инструментальных партий альбома он написал и спродюсировал каждый трек, за исключением одного — «Look At Your Hands», который был написан в соавторстве с Дэвидом Остином. Благодаря использованию при записи прогрессивной для своего времени аппаратуры, Faith оказался первой цифровой записью музыканта. Современный R&B-альбом проявил вокальный талант Дж. Майкла с абсолютно новой стороны. Проникновенные тексты песни этого альбома отразили многогранные взаимоотношения их автора с современным миром.
1988 год стал годом Джорджа Майкла. Успех альбома сделал его одним из ведущих авторов и исполнителей того времени. Некоторые даже называли его преемником Элтона Джона.
Этот альбом принёс Джорджу Майклу всеобщее признание. На 31-й церемонии вручения премии «Грэмми» в 1989 г. он получил премию «Альбом года». Джордж Майкл получил в том же году ещё три премии American Music Award: Лучший поп/рок исполнитель, Лучший соул/ритм-н-блюз исполнитель и Лучший соул/ритм-н-блюз альбом.
В 2010 году альбом был переиздан в делюкс-версии.

## Список композиций
Тексты и аранжировки всех песен написал сам Джордж Майкл. Песня «Look at Your Hands» написана совместно с Д. Остином.
Виниловая пластинка
- Сторона 1

1. «Faith» — 3:16
2. «Father Figure» — 5:36
3. «I Want Your Sex (Parts I & II)» — 9:17
4. «One More Try» — 5:50

- Сторона 2

1. «Hard Day» — 4:48
2. «Hand to Mouth» — 4:36
3. «Look at Your Hands» — 4:37
4. «Monkey» — 5:06
5. «Kissing a Fool» — 4:35

CD
1. «Faith» — 3:16
2. «Father Figure» — 5:36
3. «I Want Your Sex (Parts I & II)» — 9:17
4. «One More Try» — 5:50
5. «Hard Day» — 4:48
6. «Hand to Mouth» — 4:36
7. «Look at Your Hands» (совместно с Д. Остином) — 4:37
8. «Monkey» — 5:06
9. «Kissing a Fool» — 4:35
10. «Hard Day» (Shep Pettibone Remix) — 6:29
11. «A Last Request (I Want Your Sex Part III)» — 3:48

Кассета
- Сторона 1

1. «Faith» — 3:16
2. «Father Figure» — 5:36
3. «I Want Your Sex (Parts I & II)» — 9:17
4. «One More Try» — 5:50
5. «Hard Day» — 4:48

- Сторона 2

1. «Hand to Mouth» — 4:36
2. «Look at Your Hands» (совместно с Д. Остином) — 4:37
3. «Monkey» — 5:06
4. «Kissing a Fool» — 4:35
5. «Hard Day» (Shep Pettibone Remix) — 6:29
6. «A Last Request (I Want Your Sex Part III)» — 3:48

## Позиции в хит-парадах
| Год  | Хит-парад                       | Позиция |
| ---- | ------------------------------- | ------- |
| 1987 | UK Albums Chart, Великобритания | 1       |
| 1987 | Billboard 200, США              | 1       |
| 1987 | Top R&B/Hip-Hop Albums, США     | 1       |

| Хит-парад (1989)       | Позиция |
| ---------------------- | ------- |
| Европа (Music & Media) | 18      |

## Продажи и сертификации
| Страна         | сертификация       | Проданные копии |
| -------------- | ------------------ | --------------- |
| Австралия      | 5x Платиновый диск | 350,000+        |
| Канада         | Бриллиантовый      | 1,000,000+      |
| Великобритания | 5x Платиновый диск | 1,500,000+      |
| США            | Бриллиантовый      | 10,000,000+     |

## Синглы
1. «I Want Your Sex»: June 1, 1987 (№ 2 в США)
2. «Hard Day»: 1987 (Релиз только в США)
3. «Faith»: 1987 (№ 1 в США)
4. «Father Figure»: 1987 (№ 1 в США)
5. «One More Try»: 1988 (№ 1 в США)
6. «Monkey»: 1988 (№ 1 в США)
7. «Kissing a Fool»: 1988 (№ 5 в США)

## Премии
| Год  | Премия                 | Категория                                     |
| ---- | ---------------------- | --------------------------------------------- |
| 1989 | American Music Award   | Лучший альбом (соул/ритм-н-блюз)              |
| 1989 | Грэмми                 | Альбом года                                   |
| 1989 | Ivor Novello Awards    | Международный хит года «Faith»                |
| 1988 | MTV Video Music Awards | лучшая режиссура в видеоклипе «Father Figure» |

## Участники записи
- Джордж Майкл — вокал, гитара, бас-гитара, ударные, клавишные
- Steve Sidwell
- Jamie Talbot
- Ian Thomas — ударные
- Andy Duncan — перкуссия
- Shirley Lewis — бэк-вокал
- Chris Cameron — пианино, орган, клавишные
- Robert Ahwai — гитара
- Deon Estus — бас-гитара
- J.J. Belle
- Rick Taylor — валторна
- Hugh Burns — гитара
- Paul Spong
- Malcolm Griffiths
- Betsy Cook — клавишные
- Mark Chandler
- Danny Schogger — клавишные
- Steve Waterman